# ولادا چیگیروا
ولادا چیگیروا (انگلیسی: Vlada Chigireva؛ زادهٔ ۱۸ دسامبر ۱۹۹۴) شناگر شنای موزون اهل روسیه است.
وی همچنین برندهٔ جوایزی همچون نشان دوستی شده‌است.
وی در مسابقات کشوری و بین‌المللی در مجموع برندهٔ ۱۷ مدال طلا شده‌است.